# Concistori di papa Pio VI

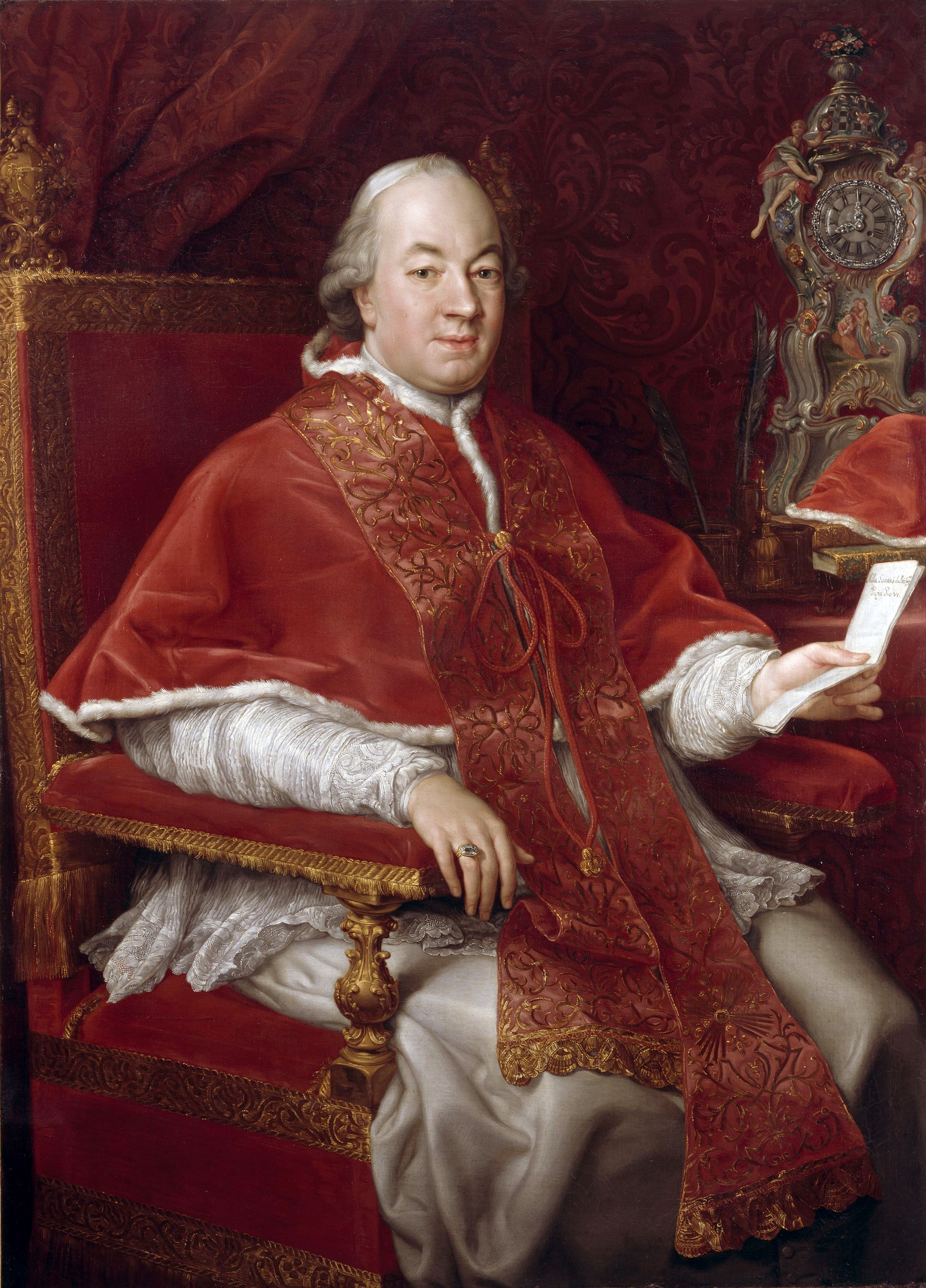
Papa Pio VI

Questa voce raccoglie l'elenco completo dei concistori per la creazione di nuovi cardinali presieduti da papa Pio VI, con l'indicazione di tutti i cardinali creati (73 nuovi cardinali in 23 concistori), tra cui il futuro papa Pio VII. I nomi sono posti in ordine di creazione.

## 24 aprile 1775 (I)
- Leonardo Antonelli, segretario del Sacro Collegio, assessore della S.C. del Sant'Uffizio; creato cardinale presbitero di Santa Sabina e deceduto il 23 gennaio 1811;
- Bernardino de Vecchi, chierico della Camera Apostolica; creato cardinale diacono di San Cesareo in Palatio e deceduto il 24 dicembre 1775.

## 29 maggio 1775 (II)
Un cardinale riservato "in pectore":
- Giovanni Carlo Bandi, zio di Sua Santità, vescovo di Imola; cardinale presbitero di Santa Maria del Popolo (pubblicato l'11 settembre, titolo ricevuto il 18 dicembre); deceduto il 23 marzo 1784.

## 17 luglio 1775 (III)
Due cardinali riservati "in pectore":
- Francesco Maria Banditi, C.R.T., arcivescovo di Benevento, cardinale presbitero di San Crisogono (pubblicato il 13 novembre, titolo ricevuto il 18 dicembre); deceduto il 27 gennaio 1796;
- Ignazio Gaetano Boncompagni-Ludovisi, chierico della Camera Apostolica; creato cardinale diacono di Santa Maria in Portico Campitelli (pubblicato il 13 novembre, titolo ricevuto il 18 dicembre); deceduto il 9 agosto 1790.

## 13 novembre 1775 (IV)
Oltre alla pubblicazione dei due cardinali riservati nel concistoro precedente, viene creato un altro cardinale:
- Juan Tomás de Boxadors y Sureda de San Martín, O.P., maestro generale del suo Ordine; creato cardinale presbitero di San Sisto (titolo ricevuto il 18 dicembre); deceduto il 16 dicembre 1780.

## 15 aprile 1776 (V)
Due cardinali riservati "in pectore":
- Luigi Valenti Gonzaga, arcivescovo titolare di Cesarea di Cappadocia, nunzio apostolico in Spagna; creato cardinale presbitero di Sant'Agnese fuori le mura (pubblicato il 20 maggio 1776; titolo ricevuto il 30 marzo 1778); deceduto il 29 dicembre 1808;
- Giovanni Archinto, arcivescovo titolare di Filippi, prefetto del Sacro Palazzo Apostolico; cardinale presbitero dei Santi XII Apostoli (pubblicato il 20 maggio 1776); deceduto il 9 febbraio 1799.

## 20 maggio 1776 (VI)
In questo concistoro furono pubblicati i due cardinali riservati "in pectore" nel concistoro precedente e ne furono creati altri due:
- Guido Calcagnini, arcivescovo-vescovo di Osimo e Cingoli; creato cardinale presbitero di Santa Maria in Traspontina; deceduto il 27 agosto 1807;
- Angelo Maria Durini, arcivescovo titolare di Ancira, vice-legato pontificio ad Avignone; creato cardinale presbitero; morto il 28 aprile 1796, senza essersi recato a Roma per ricevere il titolo.

## 23 giugno 1777 (VII)
In questo concistoro, il papa creò otto cardinali, di cui quattro riservati "in pectore":
- Bernardino Honorati, arcivescovo titolare di Side, segretario della S.C. dei Vescovi e dei Regolari; creato cardinale presbitero dei Santi Marcellino e Pietro; deceduto il 12 agosto 1807;
- Marcantonio Marcolini, arcivescovo titolare di Tessalonica, delegato apostolico di Urbino; creato cardinale presbitero di Sant'Onofrio; deceduto il 18 giugno 1782;
- Guglielmo Pallotta, tesoriere generale della Camera Apostolica; creato cardinale presbitero di Sant'Eusebio; deceduto il 21 settembre 1795;
- Gregorio Antonio Maria Salviati, uditore generale della Camera Apostolica; creato cardinale diacono di Santa Maria della Scala; deceduto il 5 agosto 1794.

Quattro cardinali riservati "in pectore":
- Andrea Gioannetti, O.S.B.Cam., arcivescovo titolare di Emeria, amministratore apostolico di Bologna (Italia); creato cardinale presbitero di Santa Pudenziana (pubblicato il 15 dicembre 1777; titolo ricevuto il 30 marzo 1778); deceduto l'8 aprile 1800;
- Giacinto Sigismondo Gerdil, B., vescovo titolare di Dibon; creato cardinale presbitero di San Giovanni a Porta Latina (pubblicato il 15 dicembre 1777; titolo ricevuto il 30 marzo 1778); deceduto il 12 agosto 1802;
- Giovanni Ottavio Manciforte Sperelli, arcivescovo titolare di Teodosia, prefetto del Sacro Palazzo Apostolico; cardinale presbitero di Santa Maria in Trastevere (pubblicato l'11 dicembre 1780; titolo ricevuto il 2 aprile 1781); deceduto il 5 giugno 1781;
- Vincenzo Maria Altieri, Maestro di camera della Corte Pontificia; creato cardinale diacono di San Giorgio in Velabro (pubblicato l'11 dicembre 1780; titolo ricevuto il 2 aprile 1781); rinunzia al cardinalato il 7 luglio 1798 (ratifica papale); deceduto il 10 febbraio 1800.

In questo concistoro furono riservati "in pectore" altri due cardinali, i cui nomi non furono mai pubblicati.

## 1º giugno 1778 (VIII)
In questo concistoro il Papa creò e pubblicò dieci cardinali:
- Francisco Javier Delgado y Benegas, patriarca titolare delle Indie Occidentali, creato cardinale presbitero; deceduto il 10 dicembre 1781, senza essersi mai recato a Roma per ricevere il titolo;
- Dominique de La Rochefoucauld, arcivescovo di Rouen; creato cardinale presbitero; deceduto il 23 settembre 1800, senza essersi mai recato a Roma per ricevere il titolo;
- Joannes-Henricus von Franckenberg, arcivescovo di Malines; creato cardinale presbitero; deceduto l'11 giugno 1804, senza essersi mai recato a Roma per ricevere il titolo;
- József Batthyány, arcivescovo di Strigonio; creato cardinale presbitero di San Bartolomeo all'Isola (titolo ricevuto il 19 aprile 1782); deceduto il 22 ottobre 1799;
- Tommaso Maria Ghilini, arcivescovo titolare di Rodi, segretario della S.C. della Consulta; creato cardinale presbitero di San Callisto; deceduto il 4 aprile 1787;
- Carlo Giuseppe Filippa della Martiniana, vescovo di Saint-Jean-de-Maurienne; creato cardinale presbitero di San Callisto (titolo ricevuto il 2 aprile 1800); deceduto il 7 dicembre 1802;
- Louis-René-Édouard de Rohan-Guéménée, arcivescovo titolare di Canopo, vescovo coadiutore di Strasburgo; creato cardinale presbitero; deceduto il 16 febbraio 1803, senza essersi mai recato a Roma per ricevere il titolo;
- Fernando de Sousa e Silva, patriarca di Lisbona; creato cardinale presbitero; deceduto l'11 aprile 1786, senza essersi mai recato a Roma per ricevere il titolo;
- Giovanni Corner, vice-camerlengo di Santa Romana Chiesa; creato cardinale diacono di San Cesareo in Palatio; deceduto il 29 marzo 1789;
- Romoaldo Guidi, segretario della S.C. del Buon Governo; creato cardinale diacono di San Giorgio in Velabro; deceduto il 23 aprile 1780.

## 12 luglio 1779 (IX)
- Franziskus von Paula Herzan von Harras, ambasciatore del Sacro Romano Impero presso la Santa Sede; cardinale presbitero di San Girolamo degli Schiavoni (titolo ricevuto l'11 dicembre 1780); deceduto il 1º giugno 1804.

Un cardinale riservato "in pectore":
- Alessandro Mattei, arcivescovo di Ferrara; creato cardinale presbitero di Santa Balbina (pubblicato il 22 maggio 1782); deceduto il 20 aprile 1820.

## 11 dicembre 1780 (X)
In questo concistoro, oltre a pubblicare i cardinali Giovanni Ottavio Manciforte Sperelli e Vincenzo Maria Altieri, fu creato:
- Paolo Francesco Antamori, vescovo di Orvieto; creato cardinale presbitero di Sant’Alessio (titolo ricevuto il 2 aprile 1781); deceduto il 4 dicembre 1795.

## 16 dicembre 1782 (XI)
- Giuseppe Maria Capece Zurlo, C.R.T., arcivescovo di Napoli; creato cardinale presbitero di San Bernardo alle Terme (titolo ricevuto il 17 febbraio 1783); deceduto il 31 dicembre 1801

Un cardinale riservato "in pectore":
- Raniero Finocchietti, prefetto degli Archivi; creato cardinale diacono di Sant’Angelo in Pescheria (pubblicato il 17 dicembre 1787; titolo ricevuto il 10 marzo 1788); deceduto l'11 ottobre 1793.

## 20 settembre 1784 (XII)
- Giovanni Andrea Archetti, arcivescovo titolare di Calcedonia, nunzio apostolico in Polonia; cardinale presbitero di Sant’Eusebio (titolo ricevuto il 27 giugno 1785); deceduto il 5 novembre 1805.

Venne inoltre riservato "in pectore" un secondo cardinale, il cui nome non venne mai pubblicato.

## 14 febbraio 1785 (XIII)
In questo concistoro, papa Pio VI creò quattordici nuovi porporati, di cui uno riservato "in pectore":
- Giuseppe Garampi, arcivescovo-vescovo di Montefiascone e Corneto; creato cardinale presbitero dei Santi Giovanni e Paolo (titolo ricevuto il 3 aprile 1786); deceduto il 4 maggio 1792;
- Giuseppe Maria Doria Pamphilj, arcivescovo titolare di Seleucia di Isauria, nunzio apostolico in Francia; creato cardinale presbitero di San Pietro in Vincoli; deceduto il 10 febbraio 1816;
- Vincenzo Ranuzzi, arcivescovo-vescovo di Ancona e Numana; creato cardinale presbitero di Santa Maria sopra Minerva (titolo ricevuto il 28 settembre 1787); deceduto il 27 ottobre 1800;
- Nicola Colonna di Stigliano, arcivescovo titolare di Sebastea, nunzio apostolico in Spagna; creato cardinale presbitero di Santo Stefano al Monte Celio (titolo ricevuto il 24 luglio 1786); deceduto il 30 marzo 1796;
- Barnaba Chiaramonti, O.S.B.Cas., vescovo di Imola (Italia); creato cardinale presbitero di San Callisto (titolo ricevuto il 27 giugno 1785); poi eletto papa con il nome di Pio VII il 14 marzo 1800; deceduto il 20 agosto 1823;
- Muzio Gallo, vescovo di Viterbo e Tuscania; creato cardinale presbitero di Sant’Anastasia; deceduto il 13 dicembre 1801;
- Giovanni de Gregorio, chierico della Camera Apostolica; creato cardinale presbitero della Santissima Trinità al Monte Pincio; deceduto l'11 luglio 1791;
- Giovanni Maria Riminaldi, decano della Sacra Rota Romana; creato cardinale presbitero di Santa Maria del Popolo; deceduto il 12 ottobre 1789;
- Paolo Massei, chierico della Camera Apostolica; creato cardinale presbitero di Sant’Agostino; deceduto il 9 giugno 1785;
- Francesco Carrara, chierico della Camera Apostolica; creato cardinale presbitero di San Girolamo degli Schiavoni; deceduto il 26 marzo 1793;
- Fernando Spinelli, vice-camerlengo di Santa Romana Chiesa; creato cardinale diacono di Santa Maria in Aquiro; deceduto il 18 dicembre 1795;
- Antonio Maria Doria Pamphilj, chierico della Camera Apostolica; creato cardinale diacono di Santi Cosma e Damiano; deceduto il 31 gennaio 1821;
- Carlo Livizzani Forni, chierico della Camera Apostolica; creato cardinale diacono di Sant’Adriano al Foro e deceduto il 1º luglio 1802.

Un cardinale riservato "in pectore":
- Carlo Bellisomi, arcivescovo titolare di Tiana, nunzio apostolico a Colonia; creato cardinale presbitero di Santa Maria della Pace (pubblicato il 21 febbraio 1794;titolo ricevuto il 18 dicembre 1795); deceduto il 9 agosto 1808.

## 18 dicembre 1786 (XIV)
- Romoaldo Braschi-Onesti, nipote di Sua Santità, prefetto del Sacro Palazzo Apostolico; creato cardinale diacono di San Nicola in Carcere; deceduto il 30 aprile 1817.

## 29 gennaio 1787 (XV)
- Filippo Carandini, segretario della S.C. del Buon Governo; creato cardinale diacono di Santa Maria in Portico Campitelli; deceduto il 28 agosto 1810.

## 7 aprile 1788 (XVI)
- José Francisco Miguel António de Mendonça Valdereis, patriarca di Lisbona; cardinale presbitero; deceduto l'11 febbraio 1808, senza essersi recato a Roma per ricevere il titolo.

## 15 dicembre 1788 (XVII)
- Étienne-Charles de Loménie de Brienne, arcivescovo di Sens; creato cardinale presbitero; rinunzia al cardinalato il 26 settembre 1791 (ratifica papale), senza essersi mai recato a Roma per ricevere il titolo; deceduto il 19 febbraio 1794.

## 30 marzo 1789 (XVIII)
In questo concistoro, papa Pio VI creò nove cardinali:
- Antonio Sentmanat y Castellá, patriarca titolare delle Indie Occidentali; creato cardinale presbitero; deceduto il 14 aprile 1806, senza essersi mai recato a Roma per ricevere il titolo;
- Francisco Antonio de Lorenzana y Butrón, arcivescovo di Toledo; creato cardinale presbitero dei Santi XII Apostoli (titolo ricevuto il 24 luglio 1797); deceduto il 17 aprile 1804;
- Ignazio Busca, arcivescovo titolare di Emesa, vice-camerlengo di Santa Romana Chiesa; creato cardinale presbitero di Santa Maria della Pace; deceduto il 12 agosto 1803;
- Vittorio Maria Baldassare Gaetano Costa d'Arignano, arcivescovo di Torino; creato cardinale presbitero; deceduto il 16 maggio 1796, senza essersi mai recato a Roma per ricevere il titolo;
- Louis-Joseph de Montmorency-Laval, vescovo di Metz; creato cardinale presbitero; deceduto il 17 giugno 1808, senza essersi mai recato a Roma per ricevere il titolo;
- Joseph Franz Anton von Auersperg, vescovo di Passavia; creato cardinale presbitero; deceduto il 21 agosto 1795, senza essersi mai recato a Roma per ricevere il titolo;
- Stefano Borgia, segretario della S.C. de Propaganda Fide; creato cardinale presbitero di San Clemente (titolo ricevuto il 3 agosto 1789); deceduto il 23 novembre 1804;
- Tommaso Antici, chierico della Camera Apostolica; creato cardinale presbitero di Santa Maria in Trastevere; rinunzia al cardinalato il 7 marzo 1798 (ratifica papale); deceduto il 4 gennaio 1812;
- Filippo Campanelli, uditore generale della Camera Apostolica; creato cardinale diacono di Santa Maria della Scala (titolo ricevuto il 3 agosto 1789); deceduto il 18 febbraio 1795.

## 3 agosto 1789 (XIX)
- Ludovico Flangini Giovanelli, uditore della Sacra Rota Romana; creato cardinale diacono dei Santi Cosma e Damiano (titolo ricevuto il 14 dicembre 1789); deceduto il 29 febbraio 1804.

## 26 settembre 1791 (XX)
Un cardinale riservato "in pectore":
- Fabrizio Dionigi Ruffo, tesoriere generale della Camera Apostolica; creato cardinale diacono di Sant’Angelo in Pescheria (pubblicato il 21 febbraio 1794; titolo ricevuto il 12 settembre 1794); deceduto il 13 dicembre 1827.

## 18 giugno 1792 (XXI)
- Giovanni Battista Caprara Montecuccoli, arcivescovo titolare di Iconio, nunzio apostolico in Austria; creato cardinale presbitero di Sant’Onofrio (titolo ricevuto il 21 febbraio 1794); deceduto il 21 giugno 1810.

## 21 febbraio 1794 (XXII)
In questo concistoro, oltre alla pubblicazione dei cardinali Carlo Bellisomi e Fabrizio Dionigi Ruffo, furono creati altri otto cardinali:
- Antonio Dugnani, arcivescovo titolare di Rodi, nunzio apostolico emerito in Francia; creato cardinale presbitero di San Giovanni a Porta Latina; deceduto il 17 ottobre 1818;
- Ippolito Antonio Vincenti Mareri, arcivescovo titolare di Corinto, nunzio apostolico in Spagna; creato cardinale presbitero dei Santi Nereo e Achilleo (titolo ricevuto il 1º giugno 1795); deceduto il 21 marzo 1811;
- Jean-Siffrein Maury, arcivescovo-vescovo di Montefiascone e Corneto; creato cardinale presbitero della Santissima Trinità al Monte Pincio; deceduto il 10 maggio 1817;
- Giovanni Battista Bussi de Pretis, vescovo di Jesi; creato cardinale presbitero di San Lorenzo in Panisperna; deceduto il 27 giugno 1800;
- Francesco Maria Pignatelli, junior, chierico della Camera Apostolica; creato cardinale presbitero di Santa Maria del Popolo; deceduto il 14 agosto 1815;
- Aurelio Roverella, uditore della Sacra Rota Romana; creato cardinale presbitero dei Santi Giovanni e Paolo; deceduto il 6 settembre 1812;
- Giovanni Rinuccini, chierico della Camera Apostolica; creato cardinale diacono di San Giorgio in Velabro; deceduto il 28 dicembre 1801;
- Filippo Lancellotti, prefetto del Sacro Palazzo Apostolico; creato cardinale diacono; deceduto il 13 giugno 1794, prima di poter ricevere la diaconia.

## 1º giugno 1795 (XXIII)
- Giulio Maria della Somaglia, patriarca titolare di Antiochia dei Latini; creato cardinale presbitero di Santa Sabina; deceduto il 2 aprile 1830.